# 한국나노기술원
한국나노기술원(韓國-技術院, Korea Advanced Nano Fab Center)은 나노기술 국가경쟁력 제고와 산업발전에 기여하기 위해 설립된 비실리콘계 나노기술 연구기관이다. 과학기술정보통신부 산하 기타공공기관으로 지정되어 있으며 주소는 경기도 수원시 영통구 광교로 109이다.

## 연혁
- 2003년 12월: 재단법인 설립
- 2016년 2월: 기획재정부 기타공공기관 지정(기재부 고시 제16-2호)

## 조직

### 한국나노기술원장

#### 선임본부장
- 지속성장전략팀
- 대외협력처
- 나노인력양성사업단
- 지역협력사업단

##### 융합공정기술본부
- 공정기술실
- 집적공정실
- 품질보증실
- 종합분석신뢰성인증센터
- 시설운영팀
- 고객지원팀

##### 소자기술개발본부
- 광소자개발실
- 전자소자개발실

##### 경영지원본부
- 경영혁신실
- 기업지원실